# Olympische Sommerspiele 2008/Teilnehmer (Myanmar)
| Gelbes Symbol für Goldmedaillen mit stilisierten Olympischen Ringen | Graues Symbol für Silbermedaillen mit stilisierten Olympischen Ringen | Braundes Symbol für Bronzemedaillen mit stilisierten Olympischen Ringen |
| ------------------------------------------------------------------- | --------------------------------------------------------------------- | ----------------------------------------------------------------------- |
| —                                                                   | —                                                                     | —                                                                       |

Myanmar nahm an den Olympischen Sommerspielen 2008 in der chinesischen Hauptstadt Peking mit sechs Athleten teil.

## Teilnehmer nach Sportarten

### Bogenschießen
- Nay Myo Aung

### Kanu
- Phone Myint Tayzar

### Leichtathletik
- Soe Min Thu
- Lai Lai Win

### Rudern
- Shwe Zin Latt

### Schwimmen
- Kyaw Zin